# Johannes Bernardus Plasschaert
Johannes Bernardus Plasschaert, (Middelburg, 27 april 1915 - Laren, 3 juni 2000) was een Nederlands militair en oorlogsheld. Voor zijn optreden tijdens de Duitse aanval op Dordrecht in mei 1940 werd hij benoemd tot ridder der IVe klasse in de Militaire Willems-Orde.
Bart Plasschaert was in 1937 beëdigd tot tweede luitenant der Genie. Hij werd in 1973 als kolonel eervol ontslagen uit de dienst.  
Plasschaert was tijdelijk eerste luitenant van het Wapen der Genie tijdens de mobilisatie van Nederland in 1939 en 1940. Hij was toen de Duitse Wehrmacht binnenviel in Dordrecht gelegerd.  Daar heeft hij, zo stelt de voordracht voor het Kapittel van de Militaire Willems-Orde "zich in den strijd door het bedrijven van uitstekende daden van moed, beleid en trouw onderscheiden in de gevechten tegen de Duitschers te Dordrecht van 10 tot 13 Mei 1940. Met een zwakke en ongeoefende afdeeling heeft hij stand gehouden tegen een overmachtigen en zwaar bewapenden vijand en diens binnendringen in de binnenstad van de verkeersbrug uit weten te beletten; hij heeft persoonlijk een lichte mitrailleur bediend en ongeoefenden daarin bekwaamd onder vijandelijk vuur. Hij heeft getracht een achtergebleven stuk pantserafweergeschut terug te halen door onder zwaar vijandelijk vuur met een auto daarheen te rijden; deze poging heeft hij moeten staken omdat het stuk door vijandelijk granaatvuur onbruikbaar werd geschoten.
Door zijn onverschrokken houding en bezielende leiding gedurende de oorlogsdagen heeft zijn troep, die door onvoldoende slaap en voeding uitgeput was, tot het uiterste stand weten te houden". Bij Koninklijk Besluit van 24 augustus 1946 werd Bart Plasschaert tot Ridder in de Militaire Willems-Orde benoemd.
Bart Plasschaert verwierf ook andere onderscheidingen; hij was officier in de Orde van Oranje-Nassau, drager van het Oorlogsherinneringskruis met de gesp Nederland 1940, het Onderscheidingsteken voor Langdurige Dienst als officier met het jaartal XXXV, de Huwelijksmedaille 1937, de Inhuldigingsmedaille 1948 en het Kruis voor betoonde marsvaardigheid.